# Canton de Hpruso
Le canton de Hpruso (birman : ဖရူဆိုမြို့နယ်) est un canton situé dans le district de Demoso (en), dans la partie ouest de l'État de Kayah, en Birmanie. En 2022, il est déplacé hors du district de Loikaw (en) pour faire partie du nouveau district de Demoso,.
La ville principale se trouve à Hpruso (en).